# Ernest Moreau de Melen
Ernest Marie Eugène Adolphe Moreau de Melen (1879 - 1968) va ser un futbolista belga que va prendre part en els Jocs Olímpics de París de 1900, on guanyà la medalla de bronze com a membre de la selecció belga, representada per la Universitat de Brussel·les.